# Mykonos-Granit
Der Mykonos-Granit (auch Mykonos-Lakkolith) ist ein zusammengesetzter, syntektonischer Granitoid, der im Mittleren Miozän (Serravallium) vor 13,5 Millionen Jahren BP in Form eines Lakkolithen in die Paragneise und Glimmerschiefer des migmatitischen Grundgebirges der nördlichen Kykladen intrudierte. Die Abkühlung des Plutons von 680 auf 60 °C erfolgte über den Zeitraum 13 bis 9 Millionen Jahre (Serravallium bis Tortonium).
Geologisch hat er Anteil an der domartigen Aufwölbung eines Metamorphen Kernkomplexes, dem Metamorphen Kernkomplex von Mykonos. Der Kernkomplex wurde mittels einer riesigen Abscherung, dem Nordkykladischen Abschersystem, im Zeitraum 14 bis 10 Millionen Jahre BP (Serravallium bis Tortonium) entlastet und tauchte dadurch rund 8 Kilometer auf.

## Geologischer Rahmen

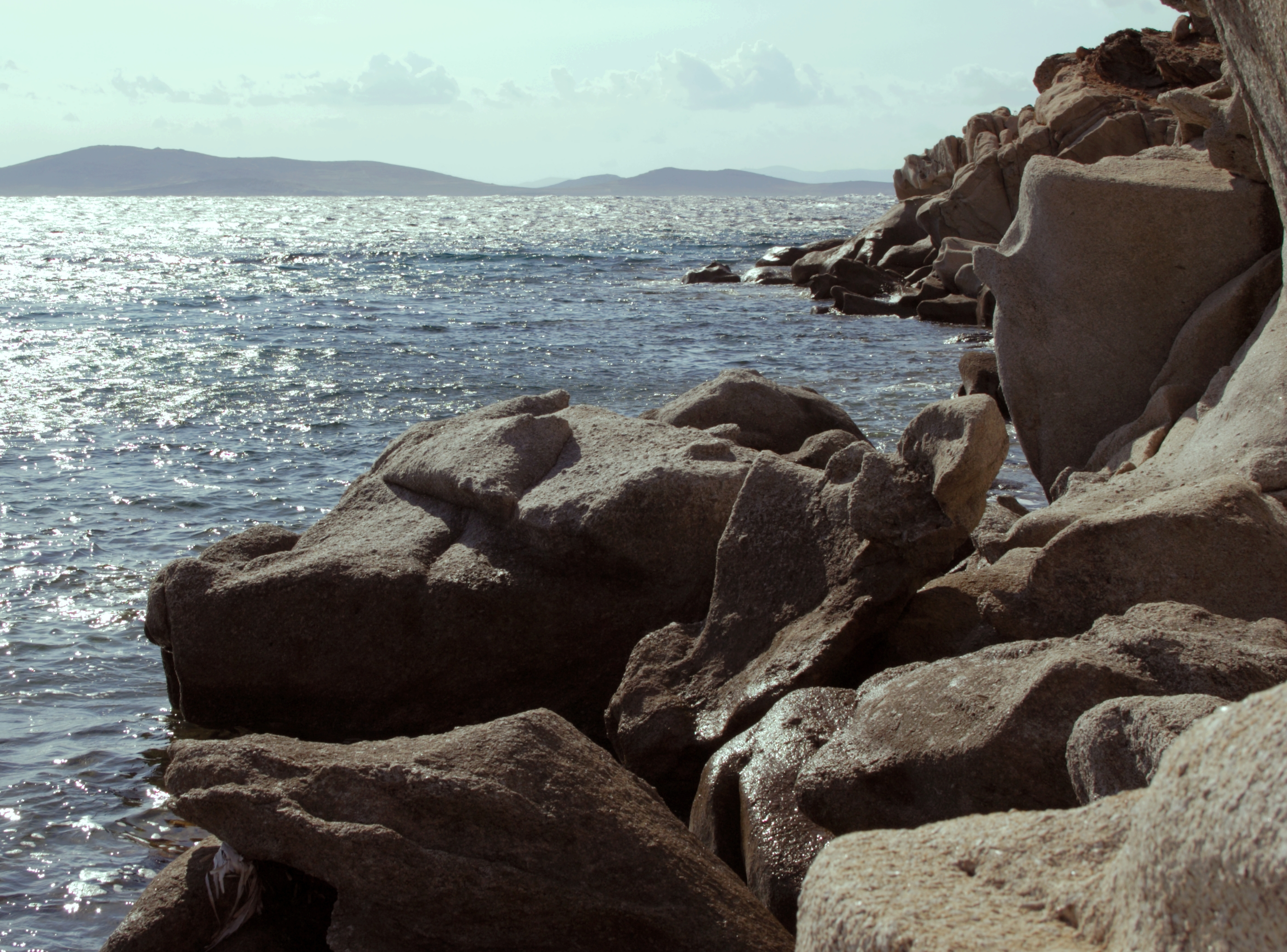
Der Mykonos-Granit bei Kapari auf Mykonos. Im Hintergrund ist Delos zu erkennen.

Der Archipel der Kykladen liegt im Zentrum der Ägäis. Nach einer Phase der orogenen Krustenverdickung durch Deckentektonik während des Eozäns setzte ab dem Oligozän Krustendehnung im damaligen Backarc-Becken ein, da die nach Norden subduzierende Unterströmung (engl. Hellenic slab) jetzt schneller nach Süden zurückwich.  Diese Dehnungsphase wurde von der Entstehung mehrerer Metamorpher Kernkomplexe mitsamt deren Abscherhorizonten begleitet.  Durch die Dekompression kam es zur Bildung granitischer Magmen (Anatexis), die in Gestalt von Plutonen in Druckschatten angesaugt wurden. Trotz der Intrusionen und der intensiven Wiederaufarbeitung durch Abscherungen kann der ursprüngliche Deckenstapel aber immer noch rekonstruiert werden und gliedert sich wie folgt (vom Hangenden zum Liegenden):
- Obere Kykladendecke
- Kykladische Blauschiefereinheit
- Kykladisches Grundgebirge

Die Obere Kykladendecke im Hangenden besteht vorwiegend aus Ophiolithen und führt keinerlei tertiäre Paragneise. Die kykladischen Blauschiefer im mittleren Abschnitt des Deckenstapels sind aus Metapeliten, Marmoren und Metabasiten zusammengesetzt, die eine komplexe metamorphe Entwicklung erfahren haben. Ihre jetzt als Paragneise vorliegenden Anteile bekunden eine eozäne Hochdruck-Niedrigtemperatur-Metamorphose (HP-LT), die im Verlauf des Oligozäns und Miozäns von einer Niedrigdruck-Hochtemperatur-Metamorphose (HT-LP) überprägt wurde. Im amphibolitfaziellen kykladischen Grundgebirge, metamorphosiert vorwiegend im Oligozän und Miozän (mit nur spärlichen Überresten der eozänen Hochdruckphase) kam es zu partiellem Aufschmelzen, verantwortlich unter anderem für die Entstehung des Mykonos-Granits.
Wann genau der Übergang von der Kompressions- zur Dehnungstektonik erfolgt war, wird nach wie vor umstritten, in Frage kommt jedenfalls der Zeitraum 35 bis 30 Millionen Jahre BP (Priabonium bis Rupelium).

## Vorkommen
Der Mykonos-Granit unterlagert große Teile von Mykonos und Delos, ein kleineres Vorkommen befindet sich auch auf Rinia. Geodynamisch durchaus vergleichbare miozäne Granitoide intrudierten beim attischen Laurion, auf Serifos, Tinos, Naxos, Keros, Ikaria, Thera, Kos und Samos sowie bei Bodrum in der Türkei. Diese Intrusionen bilden ein geochemisches Kontinuum, mit Granodioriten (basisch) im Westen, Graniten im Zentrum und Monzograniten (sauer) im Osten.

## Mineralogie
Mineralogisch führt der Mykonos-Granit als Hauptminerale Quarz (18 bis 42 Volumenprozent), Plagioklas (35 bis 66 Volumenprozent), Orthoklas-Megakristalle (34 bis 64 Volumenprozent), Aluminium-armen Biotit und untergeordnet grüne Hornblende. Als Akzessorien fungieren Magnetit, Sphen, rotbrauner, pleochroischer Allanit, Apatit, Zirkon und Uranothorianit. In feinkörnigen, mafischen Einschlüssen tritt neben Biotit und Hornblende auch Klinopyroxen auf. Die Granodiorite enthalten Orthopyroxen.
Der Plagioklas ist ein Oligoklas bzw. Andesin mit der Zusammensetzung An43-19Ab55-79Or2-1, der Orthoklas ist Albit-reich und zeigt die Zusammensetzung Or81-93Ab17-6An2-1. Der Biotit führt 3,3  bis 4,3 Gewichtsprozent TiO2 mit XMg=0,46-0,39. Die Hornblende hat ein Na/K-Verhältnis von 2,6 bis 1,3 mit XMg=0,51-0,39.

## Chemische Zusammensetzung
Die folgende Tabelle der Hauptelemente soll die Variationsbreite in den chemischen Zusammensetzungen des Mykonos-Granits verdeutlichen:
| Oxid Gew. % | Quarz-Monzonit | Delos-Granodiorit | Granit | Aplitgang |
| ----------- | -------------- | ----------------- | ------ | --------- |
| SiO2        | 64,70          | 68,00             | 73,40  | 75,80     |
| TiO2        | 0,79           | 0,57              | 0,27   | 0,10      |
| Al2O3       | 15,80          | 15,20             | 13,60  | 12,80     |
| Fe2O3       | 0,49           | 0,61              | 0,32   | 0,63      |
| FeO         | 3,43           | 2,20              | 1,01   | 0,29      |
| MnO         | 0,08           | 0,05              | 0,02   | 0,02      |
| MgO         | 1,39           | 1,24              | 0,34   | 0,05      |
| CaO         | 3,65           | 3,62              | 1,85   | 0,92      |
| Na2O        | 3,26           | 3,09              | 2,63   | 2,74      |
| K2O         | 4,87           | 4,11              | 5,35   | 5,64      |
| P2O5        | 0,25           | 0,14              | 0,07   | 0,02      |
| H2O         | 0,47           | 0,65              | 0,55   | 0,36      |
| Mg#         | 0,42           | 0,47              | 0,48   | 0,10      |
| A'/F        | -0,14          | - 0,08            | 0,24   | 1,69      |

## Petrologie
Petrologisch handelt es sich beim Mykonos-Granit um einen kaliumreichen, peralkalischen (hypaluminosen) bis normal aluminosen Granit des I-Typus, in dem sich vier unterschiedliche Fazies unterscheiden lassen:
- Syenogranit
- Leukogranit (Biotit-führender Monzogranit)
- Porphyrischer Monzogranit (Biotit- und Hornblende-führender Monzogranit)
- Porphyrischer Granodiorit (Pyroxen-Granodiorit).

Manche Gesteinsproben können im TAS-Diagramm bereits als Quarz-Monzonit klassifiziert werden.
Daneben treten sehr SiO2-reiche, hyperaluminose Aplitgänge auf.
Die Zonierung im Mykonos-Granit ist invers, d. h. die mafischen Fazies wie beispielsweise der Pyroxen-Granodiorit befinden sich im Zentrum des Plutons, wohingegen der helle Syenogranit nur am Rand zu beobachten ist. Dies lässt auf eine mehrphasige Platznahme schließen, die in mehreren Magmenschüben erfolgte.

## Magmenursprung
Niedrige Initialwerte von ϵNd(I) von – 7,43 bis -9,18, hohe Initialwerte von 87Sr/86Sr(I) von 0,709829 bis 0,711015 sowie δ18O-Werte zwischen 10,2 und 11,5 ‰ lassen einen Krustenursprung der Magmen vermuten. Weder die Isotopen- noch die geochemischen Werte benötigen eine juvenile Mantelkomponente als Erklärung. Dennoch steht das Aufschmelzen unter Wasserentzug von intensiv verwitterten Metasedimenten (beispielsweise Metapelite oder aluminiumreiche Grauwacken) im Widerspruch zu den vorgefundenen hohen Molekularquotienten von CaO/(MgO+FeOtot), zu den recht hohen Na2O-Werten, zu den niedrigen Molekularquotienten K2O/Na2O und zu den niedrigen Rb/Sr-Verhältnissen (1,046 bis 2,701). Die Magmenquelle dürfte daher wahrscheinlich in metamorphen Magmatiten und/oder in metamorphen aluminiumarmen Grauwacken zu suchen sein. Für Stouraiti und Kollegen (2010) entstand das Magma durch partielles Aufschmelzen eines Biotit-führenden Gneises, dessen metasedimentärer Protolith den Metagrauwacken Rinias ähnelt.

## Räumliche Organisation

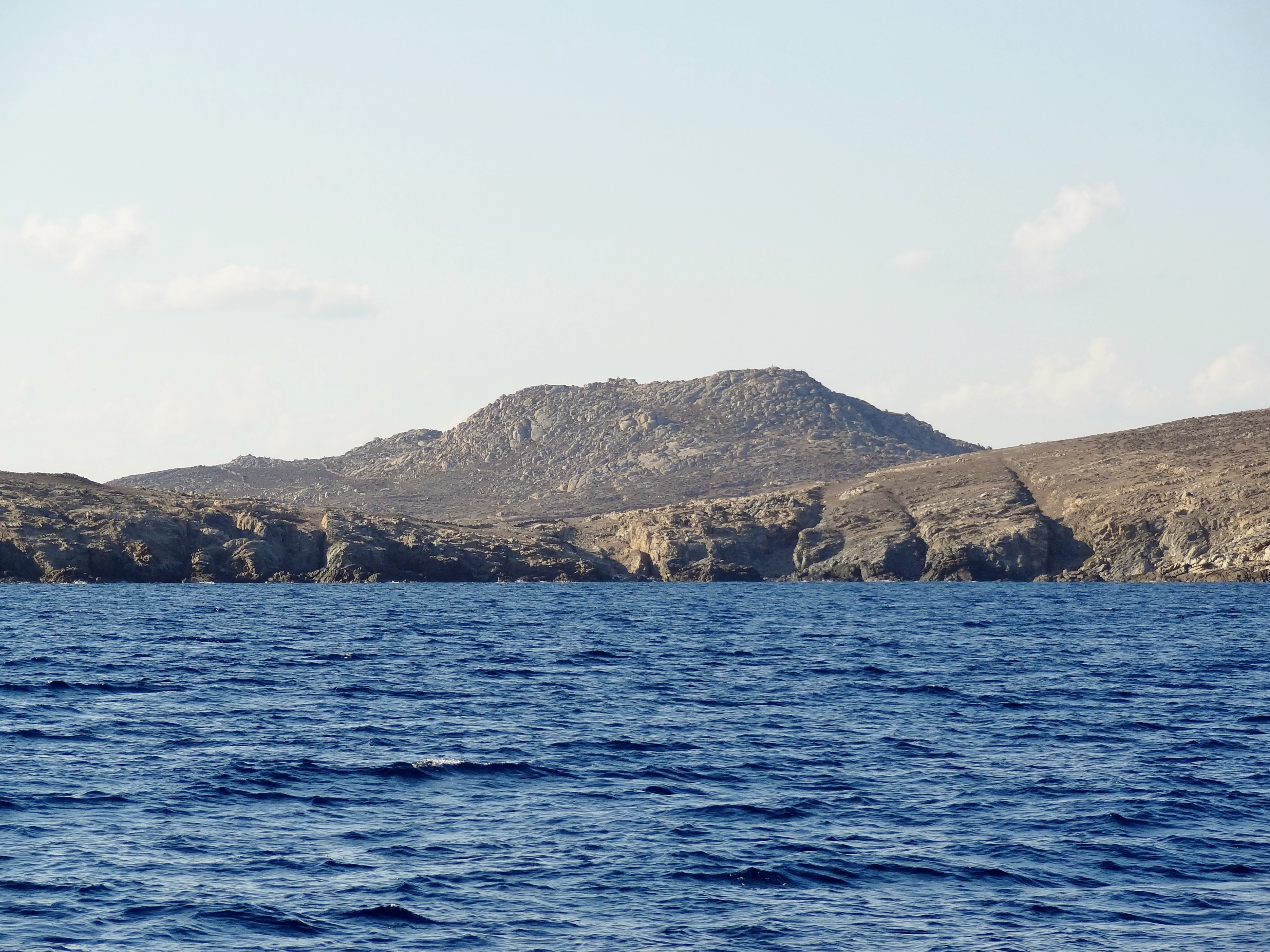
Die Nordküste von Delos. im Vordergrund die migmatitischen Paragneise des Grundgebirges, im Hintergrund der auflagernde Mykonos-Granit

Der Mykonos-Granit ist eine asymmetrische, einem Lakkolithen ähnelnde Intrusion mit einer recht flachen und konkordanten Unterseite. Er besitzt generell eine deutlich ausgebildete, in Nordrichtung streichende Foliation, die nur schwach nach Osten einfällt. Die in der Foliationsebene liegenden Lineationen (Strecklineare) fallen ebenfalls nur mäßig nach Osten ein, zeigen aber im Ostteil von Mykonos eine sukzessive Drehung in die Nordostrichtung. Das Innere des Lakkolithen wird von zahlreichen geschichteten Intrusionen aufgebaut. Seine Wurzelzone liegt außerhalb des Hauptkörpers auf Rinia und Delos. Der sich in Ostnordost-Richtung anschließende elliptische, schürzenartige Hauptkörper mit N 070 streichender Längsachse nimmt den Großteil von Mykonos ein. Die Platznahme erfolgte an der Grenze zwischen dem kykladischen Grundgebirge und den kykladischen Blauschiefern und drang dann in die Blauschiefer auf, erkennbar an Glimmerschieferlagen in der Nähe des basalen Kontaktes sowie an Glimmerschiefer-Xenolithen im Lakkolith selbst. Das Plutondach erreichte die Obere Kykladendecke, wobei das Wachstum des Plutons wahrscheinlich durch sukzessives Aufblähen erfolgt war. Das pulsartige Anwachsen lässt sich im Hauptkörper anhand einer mineralogischen Zonierung mit scharfen Grenzen und am Schichtkomplex von Delos am Südwestrand des Plutons gut erkennen. Einschlüsse von sauren in mehr basischen Graniten lassen darauf schließen, dass die basischen Magmen erst später aufgedrungen waren. Da basische Magmen auch den Boden des Lakkoliths bilden, müssen sie auch dort erst später eingeströmt sein. Die Gesamtmächtigkeit des Plutons kann nicht direkt ermittelt werden, anhand von maßstabsgetreuen Profilen kann jedoch von zwei bis drei Kilometer ausgegangen werden. Sein Gesamtvolumen wird auf 150 Kubikkilometer geschätzt. Laut de Saint Blanquat und Kollegen (2010) dauerte die Platznahme nicht mehr als 10.000 Jahre.

## Gefüge

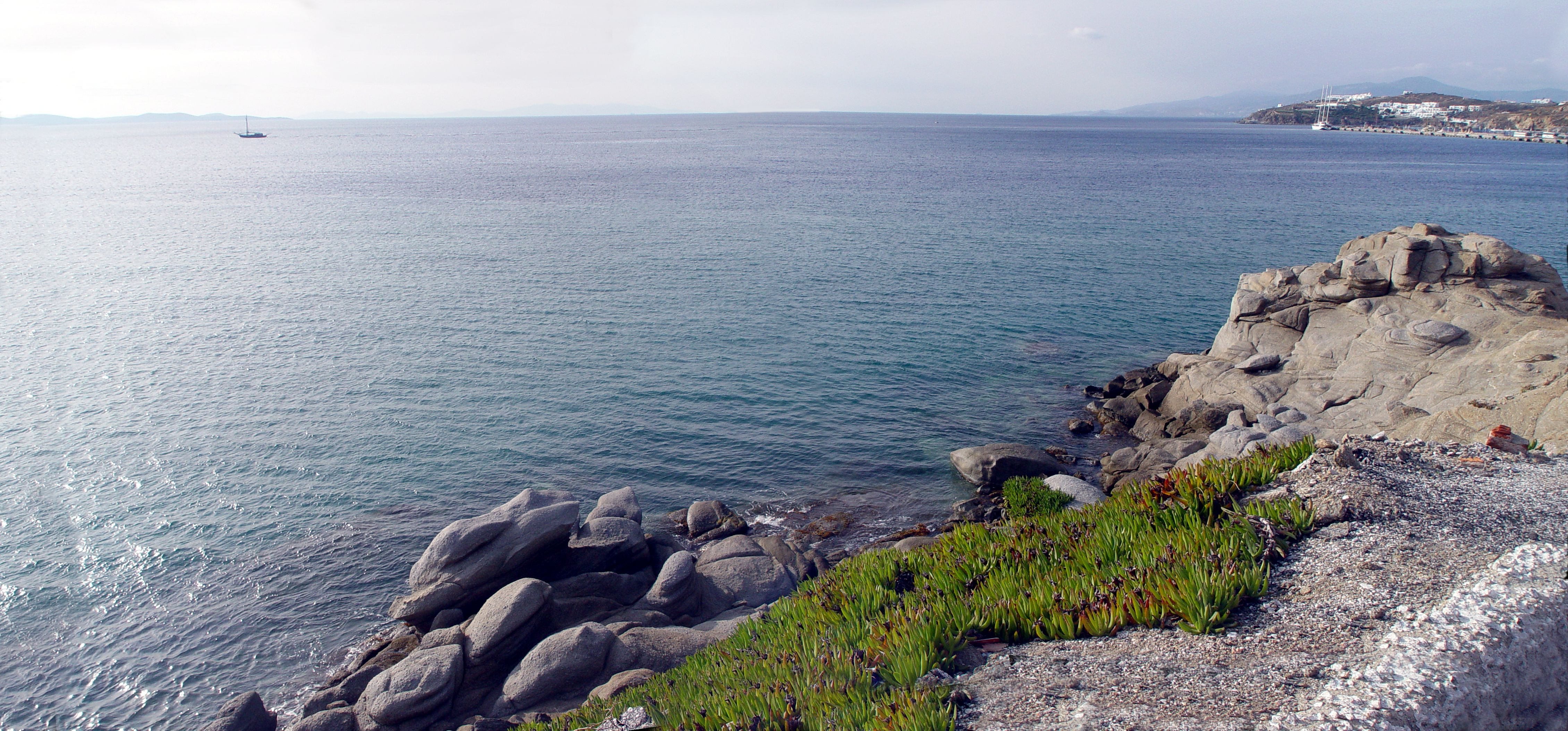
Leukogranit beim neuen Hafen von Mykonos

Der Mykonos-Lakkolith besitzt ein primäres, sehr deutliches magmatisches Gefüge, das protomylonitisch und mylonitisch überprägt wird. Mit Annäherung an das Abschersystem im Dach des Plutons nimmt die mylonitische Verformung spürbar zu.  Das Nordkykladische Abschersystem hat sich hier in die untere duktile Livada-Abscherung und die nur kurz darüberliegende spröde Mykonos-Abscherung aufgespalten. Der Bewegungssinn des Hangenden an den beiden Abscherungen geht eindeutig nach Nordost.
Strecklineare im Granit bekunden eine Rotation gegen den Uhrzeigersinn, sie zeigen beispielsweise auf der Apollonia-Halbinsel nach Ost (N 090) und drehen dann über N 060 auf N 030 in der Nähe des Abschersystems entlang der Nordostküste. Dies kontrastiert mit anderen Kykladeninseln, deren Strecklineare vorwiegend N 020 bis N 030 orientiert sind und kann mit einer Blockrotation von Mykonos gegenüber dem regionalen Spannungsfeld in Nordnordostrichtung erklärt werden.
Die Livada-Abscherung hat den Kontaktbereich zwischen dem Mykonos-Granit und den grünschieferfaziellen Metabasiten der Oberen Kykladendecke wiederaufgearbeitet.
Über der Mykonos-Abscherung folgen etwa 5 bis 10 Meter mächtige Kataklasite und darüber, eingeschoben auf einer flachabschiebenden Verwerfung, syntektonische Sedimente (Brekzien) des Neogens (spätes Miozän).

## Vererzung
Das Abschersystem im Dachbereich des Plutons ist mit vormals abgebauten hydrothermalen
Vererzungen verknüpft, die in zwei Grundtypen unterteilt werden können:
- Goldvererzungen
- Barytvererzungen.

Die Goldvererzungen betrafen die Kataklasite und werden von hydrothermalem Quarz, Baryt und primären Sulfiden wie beispielsweise silberhaltigen Bleiglanz begleitet. Die Barytvererzungen ereigneten sich in Nordwest-Südost-streichenden Spalten und Adern, die bis in den Granit reichen. Neben Baryt enthalten sie Basismetallsulfide, die in höheren Lagen zu Eisenhydroxiden und -oxiden sowie zu Kupfermineralen wie Anglesit und Cerussit oxidiert wurden.
Anhand hydrothermaler Chlorite konnte der Zeitraum der Vererzungen auf 11 bis 10 Millionen Jahre BP (beginnendes Tortonium) festgelegt werden, wobei die Temperaturen bei 280 bis 200 °C lagen.

## Geodynamik
Bis zum Einsetzen der hydrothermalen Vererzungen um 11 Millionen Jahren BP war der Mykonos-Granit einem von reiner Dehnung in Nordnordostrichtung beherrschten Spannungsfeld (σ1=vertikal, σ2=N 120, σ3=N 030) ausgesetzt, erklärbar durch die nach Süden zurückweichende Subduktionsströmung. Mit dem Verlassen des duktilen Bereichs bei zirka 280 °C nahm das Spannungsfeld aber einen zunehmend kompressiven Charakter an. Es bildeten sich oberhalb des Mykonos-Abscherungsniveaus aufgrund einer jetzt Ostsüdost orientierten Hauptspannung (σ1=N 120) zuerst Nordwest-Südost-streichende Seitenverschiebungen, die einige der Erzgänge reaktivierten, und sodann kleinere Aufschiebungen. Die Dehnung in Nordnordostrichtung blieb dennoch weiterhin bestehen, da es nur zu einer Rotation (und damit zu einer Vertauschung) der beiden Spannungskomponenten σ1 und σ2 gekommen war. Das Entstehen der Kompressionskomponente σ1 in östlicher Richtung um 10 Millionen Jahre BP ist sehr wahrscheinlich auf die beginnende Westwärtsdrift des Anatolien-Blocks zurückzuführen, der ab 6 Millionen Jahren BP (Messinium) an seiner Nordbegrenzung, der rechtsverschiebenden Nordanatolischen Verwerfung, entlang glitt und über die Dardanellen in den Ägäisraum vordrang und ihn einengte. Die Ost-West-Kompression in der nördlichen Ägäis besteht selbst heute noch, wie GPS-Daten bezeugen.